# Glock 30
La Glock 30 è una pistola semiautomatica prodotta dall'austriaca Glock.
Camerata in .45 ACP è la versione subcompatta della Glock 21, è una delle tre armi della serie Glock (insieme alle Glock 21 e Glock 36, ambedue in .45 ACP) ad avere la rigatura interna poligonale ottagonale, invece che esagonale, in quanto un maggior numero di lati è possibile solo con cartucce di discreto diametro (0,45 pollici=11,43 mm).